# Quando o telefone Toca
Quando o Telefone Toca (em coreano: 지금 거신 전화는) é uma série de televisão sul-coreana de 2024-2025 escrita por Kim Ji-woon, codirigida por Park Sang-woo e Wi Deuk-gyu, e estrelada por Yoo Yeon-seok, Chae Soo-bin, Heo Nam-jun e Jang Gyu-ri. Estreou na MBC TV em 22 de novembro de 2024 e foi ao ar todas as sextas e sábados às 21h50 (KST) com 12 episódios. Está disponível para streaming na Netflix em regiões selecionadas.

## Sinopse
Quando o Telefone Toca é uma história que se desenrola quando um casal, que vive sem se falar há três anos em um casamento arranjado, recebe um telefonema ameaçador de um sequestrador.

## Elenco

### Principal
- Yoo Yeon-seok como Paik Sa-eon[1]

Ex-correspondente de guerra e representante do governo, Baek vem de uma família com conexões políticas. Ele é o mais jovem porta-voz presidencial.
- Chae Soo-bin como Hong Hee-joo / Na Hee-joo[1]

Uma intérprete de linguagem de sinais, que perdeu a voz devido a um acidente de trânsito na infância. Ela é a esposa de Sa-eon.
- Heo Nam-jun como Ji Sang-woo[2]

Um psiquiatra que também atua simultaneamente como YouTuber, o que o envolve principalmente casos não resolvidos.
- Jang Gyu-ri como Na Yu-ri[2]

Locutor de uma emissora de radiotelevisão e júnior de Sa-eon. Ela é uma pessoa alegre.

### Elenco de Apoio

#### A família de Sa-eon
- Jung Dong-hwan como Baek Jang-ho[3]

O falecido avô e político de Sa-eon.
- Yoo Sung-joo como Baek Ui-yong[3]

Pai de Sa-eon e candidato de uma próxima eleição presidencial.
- Chu Sang-mi como Shim Kyu-jin[3]

Mãe de Sa-eon.

#### Família de Hee-joo
- Choi Kwang-il como Hong Il-kyung[4]

O presidente do Cheongwoon Ilbo. Padrasto de Hee-joo.
- Oh Hyun-kyung como Kim Yeon-hui[3]

Uma ex-cantora de clube. Mãe de Hee-joo. Segunda esposa de Il-kyung.
- Han Jae-yi como Hong In-ah[3]

Filha mais velha de Il-kyung.
- Park Won-sang como Na Jin-cheol[3]

Pai biológico de Hee-joo. Um antigo anfitrião do clube. Ele está hospitalizado em uma casa de repouso após ser diagnosticado com demência .

#### Elenco no gabinete presidencial
- Im Chul-soo como Kang Young-woo[3]

Gerente do Gabinete do Porta-voz.
- Choi Woo-jin como Park Do-jae[5]

Um oficial administrativo especial que auxilia Sa-eon.
- Park Sun-young como Kim Soo-young[3]

Um funcionário administrativo do gabinete do porta-voz.
- Song Jin-hee como Ahn Jin-hee[3]

Um funcionário administrativo do gabinete do porta-voz.
- Jung Ji-hwan como Jeong Won-bin[6]

Um intérprete novato de linguagem de sinais.

#### Elenco próximo a Sa-eon
- Ko Sang-ho como Jang Hyuk-jin[7]

Um repórter e amigo próximo.
- Kim Jun-bae como Jung Sang-hoon[3]

Um pescador que adotou Sa-eon como seu filho, antes de Sa-eon se tornar neto da família Baek.
- Hong Seo-jun como Min Do-ki[3]

Um trabalhador experiente que cuida de todos os assuntos da família Baek e também serve como secretário pessoal do pai de Sa-eon.

#### Elenco próximo de Hee-joo
- Yang Jo-ah como Han Jin-yi[3]

Diretora do Centro de Interpretação de Língua de Sinais.

#### Outros
- Park Jae-yoon como o sequestrador[3]

Ele era o verdadeiro Baek Sa-eon e o verdadeiro neto da família Baek, que buscava vingança contra Sa-eon por se tornar neto em seu lugar.

## Episódios
| N.º | Título        | Exibição original      | Audiência Coreia do Sul (milhões) |
| --- | ------------- | ---------------------- | --------------------------------- |
| 1   | "Episódio 1"  | 22 de novembro de 2024 | 0.852                             |
| 2   | "Episódio 2"  | 23 de novembro de 2024 | 0.855                             |
| 3   | "Episódio 3"  | 29 de novembro de 2024 | 0.942                             |
| 4   | "Episódio 4"  | 30 de novembro de 2024 | 1.020                             |
| 5   | "Episódio 5"  | 13 de dezembro de 2024 | 1.054                             |
| 6   | "Episódio 6"  | 14 de dezembro de 2024 | 1.343                             |
| 7   | "Episódio 7"  | 20 de dezembro de 2024 | 1.048                             |
| 8   | "Episódio 8"  | 21 de dezembro de 2024 | 1.248                             |
| 9   | "Episódio 9"  | 27 de dezembro de 2024 | 1.130                             |
| 10  | "Episódio 10" | 28 de dezembro de 2024 | 1.380                             |
| 11  | "Episódio 11" | 3 de janeiro de 2025   | 1.469                             |
| 12  | "Episódio 12" | 4 de janeiro de 2025   | 1.652                             |

## Produção

### Desenvolvimento
A série Quando o Telefone Toca foi planejada por Kwon Sung-chang, escrita por Kim Ji-woon, que escreveu anteriormente Doctor John (2019) e Melancholia (2021), e codirigida por Park Sang-woo, que dirigiu anteriormente The Forbidden Marriage (2022–2023), e Wi Deuk-gyu. Foi produzido pela Bon Factory e Baram Pictures . É baseado no popular web romance da Kakao Page , The Number You Have Dialed, de Geon Eomul Nyeo. A série é composta por 12 episódios. Em 8 de maio de 2024, a MBC anunciou que havia finalizado o elenco para a série e estava iniciando a produção.

### Elenco
Em 13 de março de 2024, Yoo Yeon-seok e Chae Soo-bin estavam sob análise, considerando a proposta. Em 27 de junho, foi relatado que Jang Gyu-ri recebeu uma oferta para a série e a estava avaliando positivamente. Em 8 de maio, Yoo e Chae foram confirmados para a série. Em 24 de setembro, Yoo, Chae, Heo Nam-jun e Jang confirmaram suas aparições como personagens principais.

## Lançamento
Quanto o Telefone Toca estreou na MBC TV em 22 de novembro de 2024 e foi ao ar todas as sextas e sábados às 21h50 (KST). A Netflix anunciou que a série estaria disponível exclusivamente em sua plataforma de streaming.

## Trilha sonora original

### Parte 1
| N.º            | Título                  | Artista        | Duração |  |
| 1.             | "See The Light"         |                |         |  |
| 2.             | "See The Light (Inst.)" |                |         |  |
| Duração total: | Duração total:          | Duração total: | 6:04    |  |

### Parte 2
| N.º            | Título         | Artista        | Duração |  |
| 1.             | "Numb"         |                |         |  |
| 2.             | "Numb (Inst.)" |                |         |  |
| Duração total: | Duração total: | Duração total: | 6:34    |  |

### Parte 3
| N.º            | Título                | Artista        | Duração |  |
| 1.             | "Hear Me Out"         |                |         |  |
| 2.             | "Hear Me Out (Inst.)" |                |         |  |
| Duração total: | Duração total:        | Duração total: | 7:26    |  |

### Parte 4
| N.º            | Título                    | Artista        | Duração |  |
| 1.             | "May I Love You?"         |                |         |  |
| 2.             | "May I Love You? (Inst.)" |                |         |  |
| Duração total: | Duração total:            | Duração total: | 7:44    |  |

### Parte 5
| N.º            | Título                  | Artista        | Duração |  |
| 1.             | "I Feel It Now"         |                |         |  |
| 2.             | "I Feel It Now (Inst.)" |                |         |  |
| Duração total: | Duração total:          | Duração total: | 7:45    |  |

### Parte 6
| N.º            | Título                | Artista        | Duração |  |
| 1.             | "Say My Name"         |                |         |  |
| 2.             | "Say My Name (Inst.)" |                |         |  |
| Duração total: | Duração total:        | Duração total: | 7:00    |  |

### Desempenho nos charts
| Título                        | Ano  | US Mundo | Notas   |
| ----------------------------- | ---- | -------- | ------- |
| "See The Light" (Im Hyun-sik) | 2024 | 10       | Parte 1 |
| "Say My Name" (Yoo Yeon-seok) | 2025 | 7        | Parte 6 |

## Recepção

### Audiência
When the Phone Rings estreou na Netflix com 3,3 milhões de visualizações, atingiu pico de 6,6 milhões na semana seguinte, e encerrou com 4,6 milhões na última semana. A série também alcançou a 2ª posição em dramas TV-OTT segundo o FUNdex da Good Data Corporation via iMBC.

### Prêmios e indicações
| Cerimônia        | Ano  | Categoria                             | Trabalho / Indicado          | Resultado  | Ref.          |
| ---------------- | ---- | ------------------------------------- | ---------------------------- | ---------- | ------------- |
| MBC Drama Awards | 2024 | Melhor Casal                          | Chae Soo-bin e Yoo Yeon-seok | Vencedores | [ 20 ] [ 21 ] |
| MBC Drama Awards | 2024 | Melhor Atriz Revelação                | Jang Gyu-ri                  | Indicada   |               |
| MBC Drama Awards | 2024 | Melhor Ator Revelação                 | Heo Nam-jun                  | Vencedor   | [ 20 ]        |
| MBC Drama Awards | 2024 | Melhor Atriz Coadjuvante              | Chu Sang-mi                  | Indicada   |               |
| MBC Drama Awards | 2024 | Drama do Ano                          | When the Phone Rings         | Indicada   |               |
| MBC Drama Awards | 2024 | Excelência – Minissérie (Atriz)       | Chae Soo-bin                 | Vencedora  |               |
| MBC Drama Awards | 2024 | Grande Prêmio (Daesang)               | Yoo Yeon-seok                | Indicada   |               |
| MBC Drama Awards | 2024 | Excelência Máxima – Minissérie (Ator) | Yoo Yeon-seok                | Vencedor   |               |

### Vendas e impacto cultural
Após o lançamento da série, o web romance original alcançou o 1º lugar nos web romances diários do KakaoPage e o webtoon ficou em 2º lugar no ranking semanal de romance

### Controvérsia – Palitima e Izmael
O episódio final mostrou ataques do fictício país Palitima a Izmael, levando a boicotes por associados ao conflito árabe-israelense